# Naftëtari Kuçovë
KF Naftëtari Kuçovë – albański klub piłkarski, mający siedzibę w mieście Kuçovë, w środkowej części kraju. Obecnie występuje w Kategoria e Dytë.

## Historia
Chronologia nazw:
- 1926: KS Naftëtari Kuçovë
- 1945: KS Spartaku Kuçovë
- 1950: KS Qyteti Stalin
- 1951: KS Puna Qyteti Stalin
- 1952: KS Spartaku Qyteti Stalin
- 1958: KS Naftëtari Qyteti Stalin
- 1991: KF Naftëtari Kuçovë

Klub sportowy Naftëtari został założony w miejscowości Kuçovë w 1926 roku. Na początku istnienia zespół brał udział w lokalnych rozgrywkach aż do przerwy w mistrzostwach spowodowanej wybuchem II wojny światowej. Po wznowieniu rozgrywek w 1945 roku klub został przemianowany na Spartaku Kuçova i razem z Erzeni Shijak zakwalifikował się do Kategoria e Parë. W debiutowym sezonie 1946 zajął 5.miejsce w grupie B, ale z powodu reformy mistrzostw został zdegradowany. Dopiero w 1949 zespół ponownie startował w Kategoria e Dytë, gdzie najpierw wywalczył w grupie 7 jeden z trzech awansów do rundy drugiej, potem zmagał się wśród 16 drużyn o 3 miejsca premiowane do turnieju finałowego. W swojej historii klub wielokrotnie zmieniał nazwy. W 1950 zmienił nazwę na KS Qyteti Stalin (od 1950 do 1990 miasto nosiło nazwę Qyteti Stalin, czyli miasto Stalina), w 1951 na Puna Qyteti Stalin (puna oznacza praca), a w 1952 wrócił do nazwy Spartaku Qyteti Stalin. W 1950 zespół nie zakwalifikował się do rundy drugiej w Kategoria e Dytë, ale w związku z rozszerzeniem pierwszej ligi został promowany do Kategoria e Parë. W 1951 zajął ostatnie 14.miejsce w tabeli pierwszej ligi, jednak pozostał w lidze. W 1952 zrezygnował z występów w grupie C pierwszej ligi i został zdegradowany do drugiej ligi. Od 1953 występował w drugiej lidze. W 1958 powrócono do obecnej nazwy Naftëtari Qyteti Stalin. Dopiero w sezonie 1968 wygrał grupę B drugiej ligi i po raz trzeci awansował do pierwszej ligi. W sezonie 1969/70 zajął ostatnie 14.miejsce i spadł z powrotem do drugiej ligi. W sezonie 1972/73 najpierw wygrał grupę B, a potem w finale zdobył mistrzostwo drugiej ligi i po raz kolejny awansował do pierwszej ligi. W sezonie 1973/74 zajął 11.miejsce i tym razem do 1975/1976 zatrzymał się na najwyższym poziomie. W sezonie 1977/78 najpierw wygrał grupę A, jednak przegrał finał o tytuł mistrzowski. Od 1978 do 1987 był niezmiennym uczestnikiem rozgrywek na najwyższym poziomie. W sezonie 1987/88 zwyciężył najpierw w grupie B drugiej ligi, potem w rundzie drugiej znów był pierwszym w grupie B, jednak przegrał finał o tytuł mistrza ligi. Następnie w barażach z Dinamo Tirana zmagał się o awans do Kategoria e Parë. Pierwszy mecz w Tiranie zakończył się wynikiem 1:0 dla gospodarzy. W rewanżu 5 czerwca 1988 w Kuçova Dinamo znów wygrało 1:0, ale z powodu incydentów spowodowanych przez jego fanów został zawieszony na następny rok przez federację. Od sezonu 1989/90 klub występował w drugiej lidze. W 1991 miasto wróciło do nazwy Kuçovë, w związku z czym klub stał nazywać się Naftëtari Kuçovë. W 2005 klub spadł do Kategoria e Dytë. W sezonie 2006/07 zajął trzecie miejsce w grupie 2 trzeciej ligi. Później Federacja postanowiła jednak poszerzyć grono uczestników kategorii A, promując również drużyny z drugich miejsc. KF Skrapari i Naftëtari Kuçova (ponieważ KF Cakrani nie spełniał wymóg awansu) zostali promowani do drugiej ligi. Po dwóch sezonach w 2009 znów spadł do trzeciej ligi. Potem jeszcze w sezonach 2012/13, 2014/15 i 2017/18 występował w Kategoria e Parë, ale nie potrafił się utrzymać w drugiej lidze.

## Barwy klubowe, strój
| Czarny | Biały |

Klub ma barwy czarno-białe. Zawodnicy domowe spotkania zazwyczaj grają w czarnych koszulkach, czarnych spodenkach oraz czarnych getrach.

## Sukcesy

### Trofea międzynarodowe
Nie uczestniczył w rozgrywkach europejskich (stan na 31-05-2019).

### Trofea krajowe
| \| \| Zdobyte trofea w rozgrywkach Albanii (stan na: 31-05-2019) \| |                                                            |      |                                                                                           |
| Rozgrywki                                                           | Osiągnięcie                                                | Razy | Sezon(y)                                                                                  |
| Mistrzostwo                                                         | I miejsce                                                  | 0    |                                                                                           |
| Mistrzostwo                                                         | II miejsce                                                 | 0    |                                                                                           |
| Mistrzostwo                                                         | III miejsce                                                | 0    |                                                                                           |
| Mistrzostwo                                                         | 5.miejsce                                                  | 1    | 1946 (gr. B)                                                                              |
| Puchar                                                              | zdobywca                                                   | 0    |                                                                                           |
| Puchar                                                              | finalista                                                  | 0    |                                                                                           |
| Puchar                                                              | ćwierćfinalista                                            | 5    | 1969/70, 1977/78, 1978/79, 1980/81, 1981/82                                               |
| II liga                                                             | I miejsce                                                  | 4    | 1968 (gr.B), 1972/73, 1998/99 (gr.C), 2001/02 (gr.A)                                      |
| II liga                                                             | II miejsce                                                 | 8    | 1963/64, 1964/65, 1968, 1976/77 (gr.A), 1977/78, 1987/88, 1990/91 (gr.B), 2002/03 (gr.B1) |
| II liga                                                             | III miejsce                                                | 3    | 1961, 1997/98 (gr.C), 1999/00 (gr.B)                                                      |
| Albania                                                             | Zdobyte trofea w rozgrywkach Albanii (stan na: 31-05-2019) |      |                                                                                           |

- Kategoria e Dytë (D3):
  - mistrz (1x): 2016/17
  - wicemistrz (3x): 2011/12 (gr.B), 2013/14 (gr.B), 2015/16 (gr.B)
  - 3.miejsce (1x): 2006/07 (gr.2)

## Poszczególne sezony

### Rozgrywki międzynarodowe

#### Europejskie puchary
Nie uczestniczył w rozgrywkach europejskich.

### Rozgrywki krajowe
| \| Albania \| Bilans występów klubu w rozgrywkach piłkarskich Albanii (Stan na 31 maja 2019 r.) \| \| |                                                                                   |        |       |   |   |   |    |    |     | |        |        |      |
| Poziom                                                                                                | Rozgrywki                                                                         | Sezony | Mecze | Z | R | P | B+ | B– | Pkt | Lata | Awanse | Spadki | Naj. |
| I | Kategoria e Parë/Kategoria Superiore                                              | 16     |       |   |   |   |    |    |     | 1946, 1951–1952, 1969/70, 1973–1976, 1978–1987                                                                  | 0      | 5      | 5    |
| II | Kategoria e Dytë/Kategoria e Parë                                                 | 45     |       |   |   |   |    |    |     | 1949–1950, 1953–1954, 1956–1968, 1970–1973, 1976–1978, 1987/88, 1989–2005, 2007–2009, 2012/13, 2014/15, 2017/18 | 4      | 5      | 1    |
| III                                                                                                   | Kategoria e Tretë/Kategoria e Dytë                                                | 9      |       |   |   |   |    |    |     | 2005–2007, 2009–2012, 2013/14, 2015–2017, od 2018                                                               | 4      | 0      | 1    |
| | Puchar Albanii                                                                    | ?      |       |   |   |   |    |    |     | od 1948 | 0      | 0      | 1/4  |
| Albania                                                                                               | Bilans występów klubu w rozgrywkach piłkarskich Albanii (Stan na 31 maja 2019 r.) |        |       |   |   |   |    |    |     | |        |        |      |

## Struktura klubu

### Stadion
Klub piłkarski rozgrywa swoje mecze domowe na stadionie Bashkim Sulejmani w Kuçovë, który może pomieścić 5000 widzów.

### Inne sekcje
Klub prowadzi drużyny dla dzieci i młodzieży w każdym wieku.

## Kibice i rywalizacja z innymi klubami

### Rywalizacja
Największymi rywalami klubu są inne zespoły z okolic.

### Derby
- Tomori Berat